# Anna Christie (film, 1931)
Pour les articles homonymes, voir Anna Christie.
Pour plus de détails, voir Fiche technique et Distribution.
Anna Christie est un film américain réalisé par Jacques Feyder, sorti en 1930 en Europe et en 1931 aux États-Unis.

## Synopsis
Une jeune femme qui vient de renouer avec son père, est amoureuse d’un marin sans pour autant être capable de lui révéler son passé.

## Fiche technique
- Titre : Anna Christie
- Réalisation : Jacques Feyder
- Adaptation : Frances Marion d'après la pièce de Eugene O'Neill
- Photographie : William H. Daniels
- Décors : Cedric Gibbons
- Costumes : Adrian
- Montage : Finn Ulback
- Société de production et de distribution : Metro-Goldwyn-Mayer
- Pays d'origine :  États-Unis
- Format : Noir et blanc - Son : Mono (Western Electric System)
- Genre : Mélodrame
- Durée : 85 minutes
- Dates de sortie : États-Unis, 22 janvier 1930 (première à Los Angeles), 22 décembre 1930 (Allemagne)

## Distribution
- Greta Garbo : Anna Christie
- Theo Shall : Matt
- Hans Junkermann : Chris
- Salka Viertel : Marthy

## Autour du film
Fait habituel à l’époque, ce film est la version européenne du film « Anna Christie » dirigé par Clarence Brown. Cette version, tournée en allemand, était destinée au public européen.